# Iwan Michailowitsch Suchotin
Iwan Michailowitsch Suchotin (russisch Иван Михайлович Сухотин; * um 1700 im Gouvernement Tula; † nach 1763) war ein russischer Marine-Offizier und Polarforscher.

## Leben
Suchotin, Sohn eines Adligen, trat 1715 in die 1701 gegründete Schule für Mathematische und Navigationswissenschaften im Moskauer Sucharew-Turm ein, die 1716 als Akademie der Marine-Garde nach St. Petersburg verlegt wurde. 1718 wurde er wegen schädlichen Verhaltens der Akademie verwiesen und für drei Jahre als einfacher Matrose zur Marine geschickt. 1721 wurde er wieder in die Akademie aufgenommen und nach Bestehen der Prüfungen zum Gardemarin befördert.
Suchotin diente nun auf Linienschiffen der Baltischen Flotte. 1725 wurde er zum Mitschman befördert. 1727 kam er nach Astrachan. 1729 wurde er Unterleutnant. Ab Januar 1733 wurde er in der neuen Rangstufe Leutnant im Majorsrang geführt. Im Oktober 1733 wurde er zum Matrosen degradiert, weil er den kommandierenden Kapitän einen Dieb genannt und in betrunkenem Zustand einen Sergeanten und einen Bootsmann geschlagen hatte.
Anlässlich des fünfjährigen Thronjubiläums Kaiserin Annas im April 1735 erhielt Suchotin seinen Leutnantsrang zurück und wurde als Kommandant eines neuen Schiffs nach Archangelsk versetzt. Im Dezember 1735 kam er in Archangelsk an und wurde dem Dwina-Ob-Kommando Stepan Malygins der 1733 begonnenen Zweiten Kamtschatkaexpedition unter dem Kommando Vitus Berings zugeteilt. Für das Kommando waren in Archangelsk die beiden robusten Schiffe Perwy (Erster) und Wtoroi (Zweiter) gebaut worden. Kommandant der Perwy wurde 1735 Alexei Skuratow, während die Wtoroi Suchotin kommandierte. Im Juni 1736 verließen die beiden Schiffe Archangelsk, und die hydrographischen Untersuchungen in der Meerenge Gorlo des Weißen Meers, an der Morschowez-Insel, an der Kanin-Halbinsel und an der Insel Kolgujew wurden begonnen. Die Ortsbestimmungen Suchotins und seiner Mannschaft führten zu Korrekturen der Küstenlinie bis zur Jugorstraße. Im August 1736 kam Malygin auf der Ob hinzu. Die Ob war aufgrund von Schäden nicht mehr für die Weiterfahrt geeignet, sodass Malygin Suchotin mit ihr nach Archangelsk zurückschickte.
Als Suchotin im April 1738 nach Archangelsk zurückkam, wurde er Inspekteur der Magazine und des Archangelsker Hafens. 1749 erhielt Suchotin den Auftrag, zusammen mit dem Kapitän Aprelew und dem Schiffbauer Alexander Sutherland die Möglichkeiten für die Rettung des während der Überführung von Archangelsk nach Kronstadt im Onegasee bei der Insel Golez gesunkenen neuen Linienschiffs Warachail zu prüfen. In seinem Bericht stellte Suchotin fest, dass die vorher noch sichtbaren Teile ins Wasser gestürzt waren und die Rettung mit den verfügbaren Mitteln unmöglich war. 1753 wurde er zur Galeeren-Flotte versetzt. 1754 wurde er mit Beförderung vom Kapitänleutnant zum Kapitän 3. Ranges Assistent des Archangelsker Hafenkapitäns.
1755 wurde Suchotin in St. Petersburg Kapitän des Galeeren-Hafens. 1756 wurde er Berater des Admiralitätsbüros. Er wurde weiter befördert. Im September 1763 wurde er als Kapitän-Kommandeur aus dem Dienst entlassen, worauf er bald starb.